# Плакучі дерева
Плакуча форма (лат. f. pendula) — позначення форми дерев, що мають специфічне відхилення від типового габітуса. У плакучих дерев від основного стовбура відходять численні гілки, які мають велику довжину, але малу товщину, через що звисають і природно спрямовані до землі (тобто, мають негативний гравітропізм). Через цю особливість такі дерева мають більш обмежені розміри, ніж прямостоячі, і рідко сягають висоти більше за 10 метрів, за кількома винятками, такими як плакучий бук (Fagus sylvatica f. pendula).
Плакучі форми зазвичай добре виживають навіть у лісі. Листя, розташоване на гілках, які звисають у вигляді парасольки, може краще використовувати розсіяне випромінювання, що проходить через крони вищих рослин. Якщо рівень освітленості посилюється (наприклад, через зменшення кількості гілок на сусідніх деревах внаслідок пошкодження вітром), у лісового плакучого дерева зазвичай розвивається прямостоячий пагін зі сплячих бруньок, але він часто також починає звисати, досягнувши відповідної довжини.
Завдяки формі плакучих дерев, їх часто застосовують як декоративні рослини, наприклад, у парках. Зазвичай для підкреслення такого дерева його саджають ізольовано або в оточенні нижчих рослин. Деякі види є плакучими від природи — наприклад, плакуча верба (Salix babylonica), але для більшості видів плакучими є лише деякі її сорти. Існує близько 500 сортів плакучих рослин в 75 різних родах, але багато з них зникли з дикої природи і збереглися лише в культивованому вигляді.

## Приклади плакучих дерев

### Хвойні
- Cedrus atlantica 'Glauca Pendula' (кедр атласький)
- Callitropsis nootkatensis 'Pendula' (кипарис аляскинський)
- Cupressus sempervirens 'Pendula' (кипарис вічнозелений)
- Juniperus virginiana 'Pendula' (ялівець віргінський)
- Larix decidua 'Pendula' або 'Repens' (модрина європейська)
- Picea 'Pendula' (ялина), різні види.
- Pinus strobus 'Pendula' (сосна Веймута)
- Sequoiadendron giganteum 'Pendulum' (мамонтове дерево велетенське)

### Листяні
- Acer campestre 'Pendulum' (клен польовий)
- Acer negundo 'Pendulum' (клен ясенелистий)
- Acer palmatum 'Dissectum' (клен долонеподібний)
- Acer platanoides 'Pendulum' (клен звичайний)
- Acer pseudoplatanus 'Pendulum' (явір)
- Ficus benjamina (фікус бенджаміна)
- Fraxinus excelsior 'Pendula' (падуб звичайний)
- Ilex aquifolium 'Pendula' (ясен звичайний)
- Malus 'Louisa' (яблуня)
- Morus alba 'Pendula' (шовковиця біла)
- Prunus mume 'Pendula' (слива японська)
- Salix babylonica 'Babylon' (верба плакуча)
- Styphnolobium japonicum 'Pendulum' (софора японська)
- Tilia tomentosa 'Petiolaris' (липа срібляста)
- Ulmus glabra 'Pendula' (в'яз шорсткий)